# Пенеплен

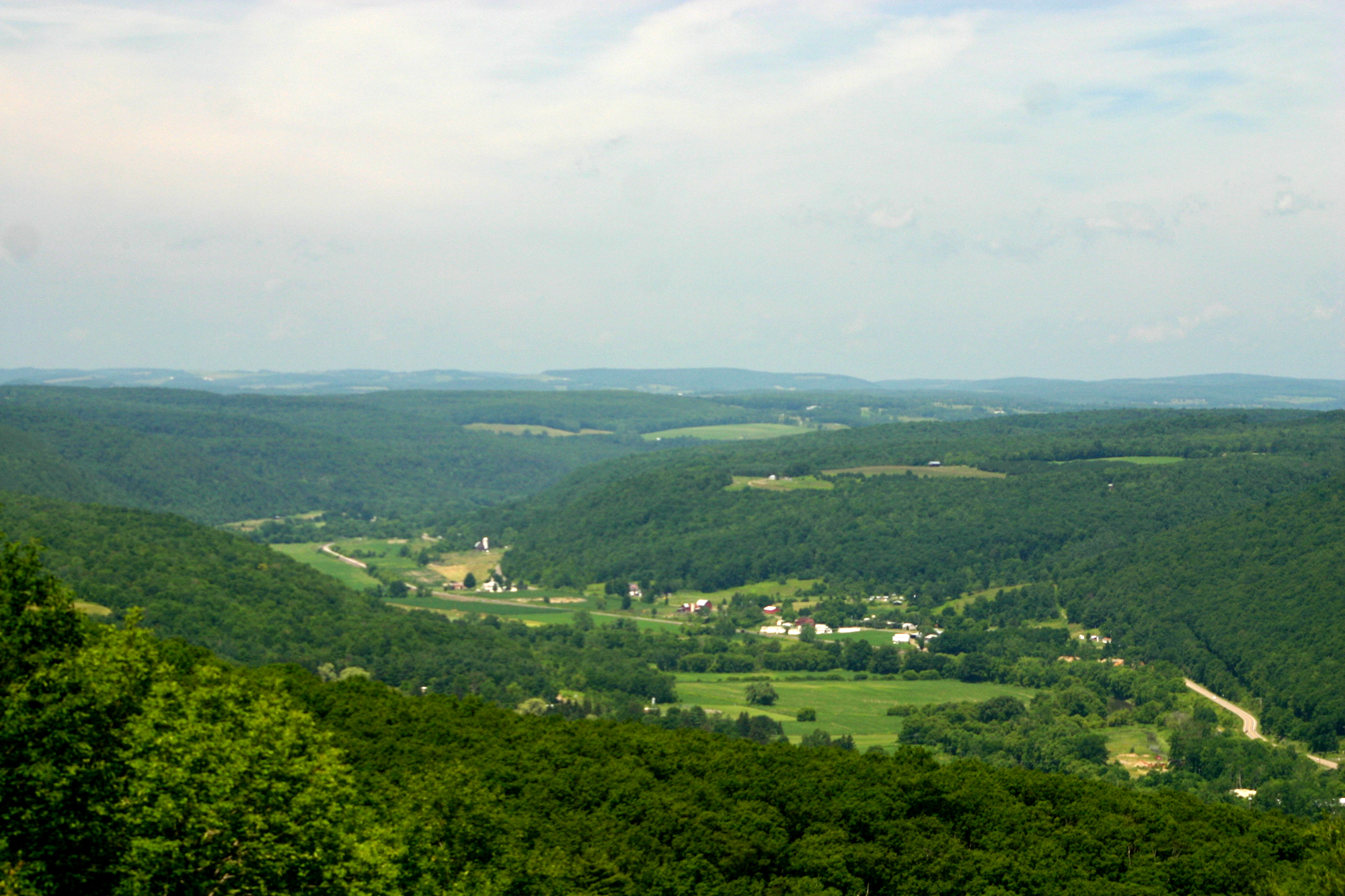
Долина р. Canisteo в Національному парку Pinnacle, США. Давній пенеплен, зараз низькогірне плато.

Пенеплен (англ. peneplain, від лат. paene — майже і англ. plain — рівнина) — майже-рівнина, денудаційна рівнина, що утворилася на місці зруйнованих гір в ході тривалих процесів вирівнювання рельєфу в умовах гумідного клімату. Протиставляється рівнинам із спочатку плоским рельєфом акумулятивного походження.

## Загальний опис
Поняття пенеплену запропоноване, розроблене і введене в геоморфологію американським географом Вільямом Морісом Девісом (1912-1914 рр.) у рамках його вчення про цикли ерозії (географічні цикли). Девіс розглядав пенеплен як теоретично мислиму завершальну стадію географічного циклу, граничну рівнину, вироблену на складчастій основі області горотворення. За Девісом, механізм утворення пенеплена полягає в зниженні кожної точки поверхні гірської країни шляхом зрізання зверху, що визнається не всіма; Л. Кінг заперечує можливість такого способу планації і протиставляє пенеплен поняттю педиплена.
Пенеплени утворюються наприкінці великих тектонічних циклів при переході від орогенного етапу розвитку земної кори до платформеного. В межах пенеплену формуються могутні кори вивітрювання. При тектонічних опусканнях пенеплени можуть виявитися похованими під осадовими товщами, при підняттях стають піднятими пенепленами (наприклад, сирти Тянь-Шаню).
Пенеплен зрізує дислоковані породи різного генезису під один загальний рівень. Є наслідком переходу від орогенного етапу геотектонічного розвитку земної кори до платформного. 

## Дивись також
- Педиплен
- Пенепленізація